# 魚満芳
魚 満芳（うお みつよし、1953年1月2日 -  ）は富山県出身の元プロ野球選手（捕手）。

## 来歴・人物
富山県立新湊高等学校から1970年ドラフト7位で読売ジャイアンツに入団。1976年オフに自由契約となり、翌年大洋ホエールズに入団するが、一軍出場はないまま1979年に引退した。

## 詳細情報

### 年度別打撃成績
- 一軍公式戦出場なし

### 背番号
- 52 （1971年 - 1976年）
- 61 （1977年 - 1979年）